# Georg Gottlieb Schirges

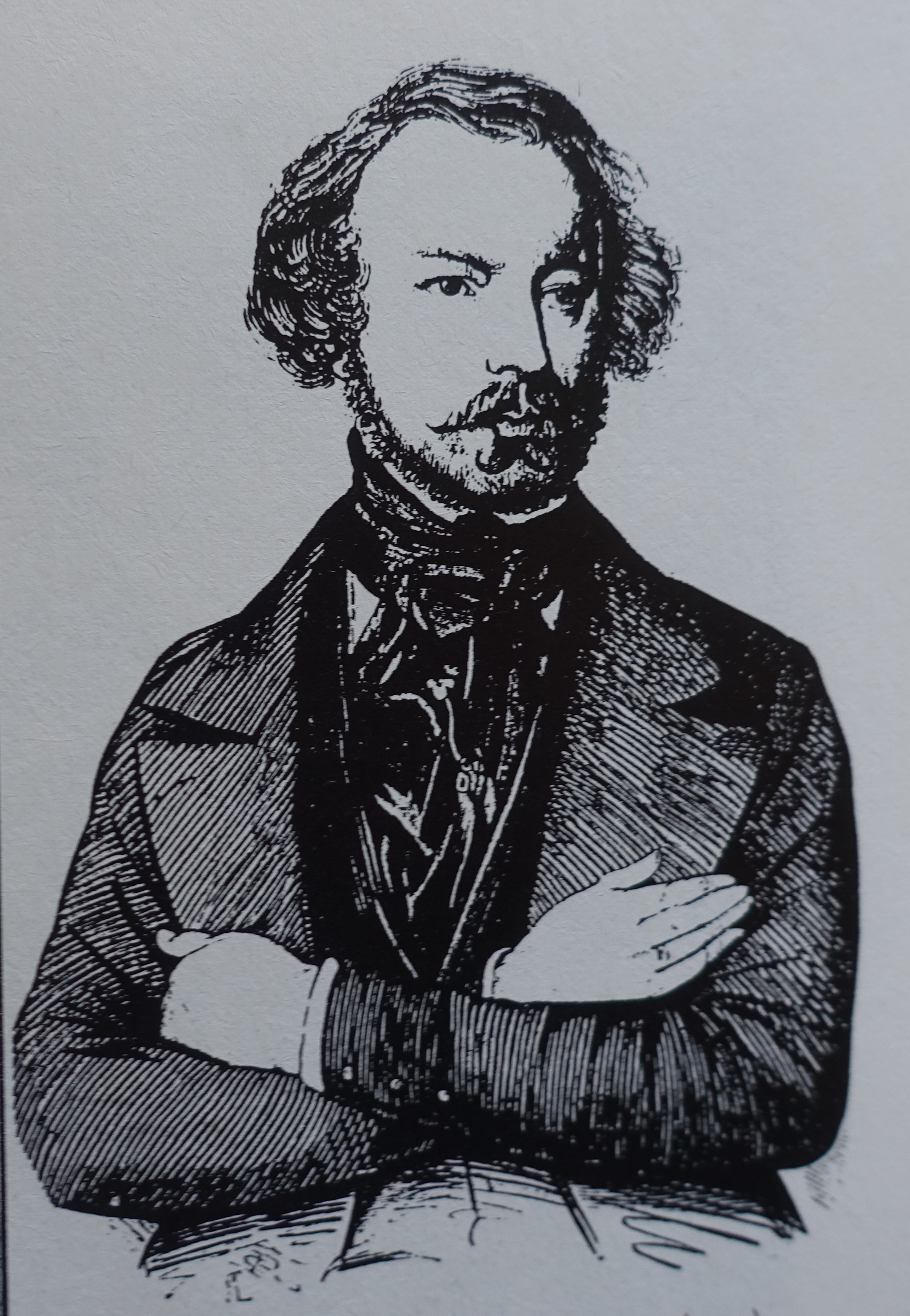
Georg Schirges 1846

Georg Gottlieb Schirges (* 16. März 1811 in Lüneburg; † 23. Februar 1879 in Mannheim) war ein deutscher Apotheker, Journalist, Schriftsteller, Verleger und Vertreter der frühen deutschen Arbeiterbewegung.

## Leben
Georg Schirges war der Sohn des Tribunalprokurators Georg Gottlieb Schirges und seiner Ehefrau Wilhelmine Georgine Dorothea, geb. Ferry de Grandrupt. Er besuchte das Gymnasium Johanneum in Lüneberg, wo er 1829 sein Abitur machte. Er absolvierte eine pharmazeutische Ausbildung und war als Apotheker tätig. 1834/35 studierte er Philosophie und Naturwissenschaft auf der Universität Göttingen. Eine Zeitlang war er Hauslehrer im Mecklenburgischen, ging nach Paris, wo er den Nachlass des Sanskritforschers Antoine-Léonard de Chézy ordnete. 1837 war er in Genf und arbeitete als Apotheker und Übersetzer. Während dieser Zeit lernte er den Schriftsteller August Becker kennen, mit dem ihn eine längere Freundschaft verband. Schirges wurde durch Becker auch Mitglied des Jungen Deutschland. Nach längeren Reisen durch Italien, Frankreich und London kehrte er nach Lüneburg zurück.
Seit 1840 lebte Schirges in Hamburg und lernte Karl Gutzkow kennen, der den Telegraph für Deutschland seit 1838 hier herausgab. Er war von 1840 bis 1842 Redakteur der Hamburger Börsenhalle, schrieb für die ebenfalls in Hamburg erscheinende Zeitschrift Jahreszeiten und war auch Mitarbeiter des Telegrafen. Ab November 1843 fungierte Schirges als Herausgeber des Telegrafen, der im Verlag von Hoffmann und Campe erschien. 1843 heiratete er Friederike Elisabeth Amalie Louise Hildewig. Aus der Verbindung gingen zwei Kinder hervor, ein Sohn und eine Tochter. Besondere Freundschaften pflegte er mit dem Tischler Joachim Friedrich Martens und dem Altonaer Dichter Heinrich Zeise. Im November 1843 traf er auch Heinrich Heine, der Hamburg besuchte. In Nr. 169 des Telegrafen (Oktober 1844, S. 673–674) schrieb Schirges über Heines Deutschland. Ein Wintermärchen: „Das liberale Moment, was sich überhaupt in der ganzen Dichtung offenbart, flößt Achtung vor der politischen Gesinnung des Dichters ein; und die ist für den Augenblick keine Nebensache.“

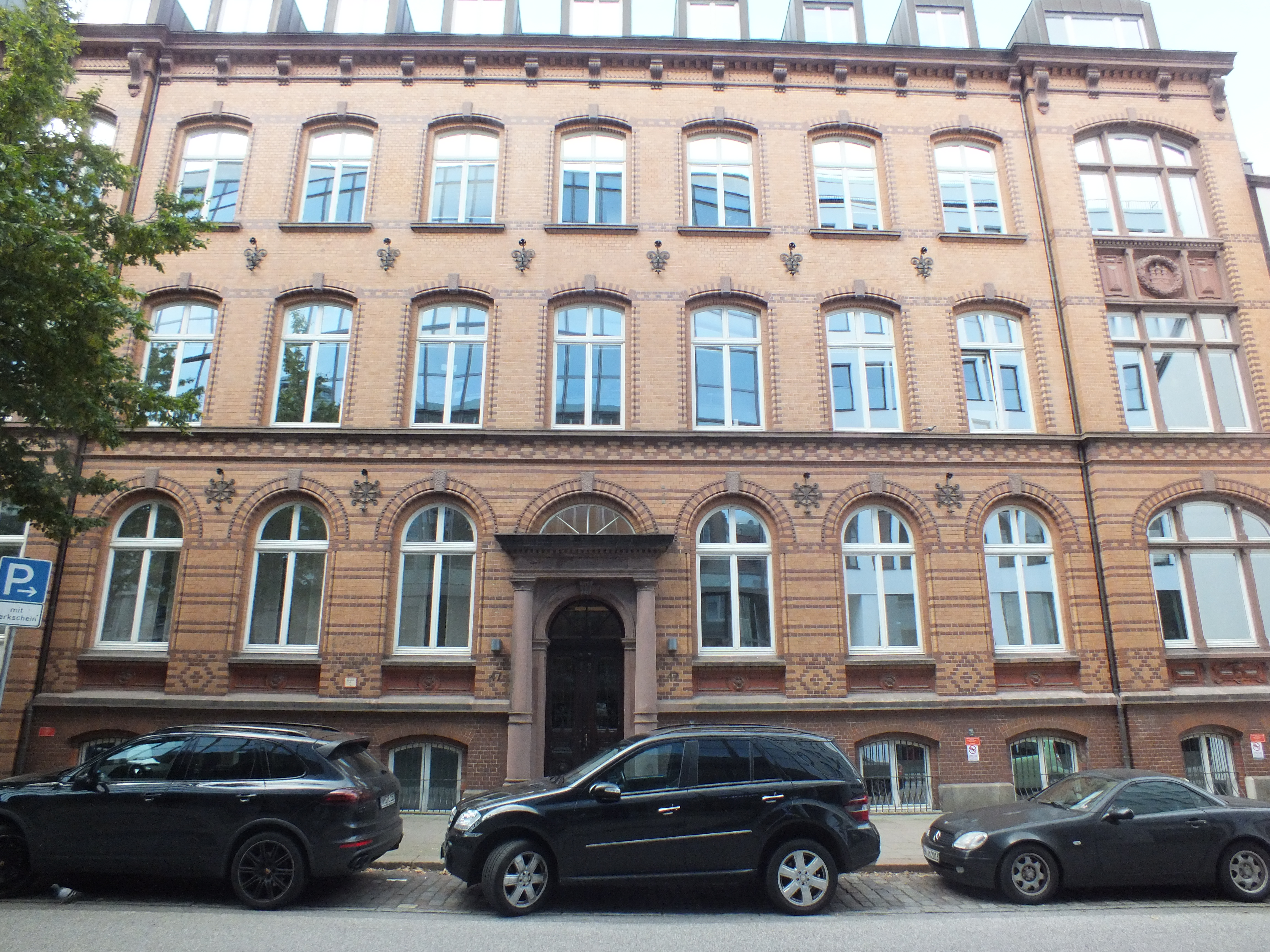
ABC-Straße 47 in Hamburg - Geschäftslocal des Bildungsverein für Arbeiter 1846–1855

Am 30. Dezember 1844 wurde Schirges in den vierköpfigen Vorstand eines zu gründenden Hamburger Arbeiterbildungsvereins gewählt und die Seele des 1000-köpfigen Vereins. Am 3. März 1845 gründete er mit Martens und Jakob Audorf, angeregt von Wilhelm Weitling, die Bildungsgesellschaft für Arbeiter in Hamburg als legale Organisation der Hamburger Gruppe des Bundes der Gerechten. Auf einem Stiftungsfest sagte Schirges: „Der kalte Gegensatz zwischen arm und reich wird, soweit das unter langsam sich fortbildenden Verhältnissen möglich ist, erst gemildert werden müssen, ehe ein minder lehrreiches Leben die Menschen wieder heiterer zusammenführt — welch besseres Mittel könnte es geben, um außer jener Kluft zwischen den Geistern auch noch den andern grellen und oft fühlbaren Gegensatz zwischen materiellen Ueberfluß und materiellen Mangel zu schwächen — als die Bildung? Die Bildung ist die große Feindin der Mißverhältnisse, aller Ungerichtigkeiten, volles Stillstandes, aller Vorurteile“. Er war Herausgeber der Monatszeitschrift für Arbeiter „Die Werkstatt“ von 1846 bis 1847.
Von Juni bis September 1847 diskutierten Martens, Schirges und andere die Statuten und den Programmentwurf des Bundes der Kommunisten, der später als das Kommunistische Manifest in die Geschichte einging. Joseph Moll, Karl Schapper und Heinrich Bauer hatten von Georg Schirges als Bundesmitglied keine hohe Meinung: „In Hamburg hängt der liebesduselige, christlich-germanische Schirges dem Bunde, dessen Mitglied er ist, wie ein Bleiklumpen am Fuß“.
Am 23. März 1848 besuchte Schirges Karl August Varnhagen von Ense in Berlin und schrieb ein Buch über die Märzrevolution. Im Juni 1848 gründete er zusammen mit Otto Meißner die „Verlags- und Sortimentsbuchhandlung Meißner & Schirges“, die am 8. Dezember 1853 in den alleinigen Besitz Meißners überging.
Er nahm am Handwerker- und Gewerbekongress in Frankfurt am Main teil und lebte dann eine Zeitlang in Frankfurt. Hier gründete er 1851 die „gewerblich statistische Anstalt“. Ab 1854 arbeitete er in Mainz für die Rheindampfschiffahrtsgesellschaft. 1855 besuchte er die Pariser Weltausstellung. Ende 1855 bemühte sich Schirges auf Bitten Gutzkows, in Mainz einen Zweigverein der noch provisorischen Schillerstiftung zu gründen. 1871 wird er als „Dr. Schirges“ in Mannheim erwähnt.
Schirges erkannte die Bedeutung der Industriellen Revolution und bewertete sie positiv:

„Die industrielle Revolution, welche der großen politischen Erschütterung zu Ende des vorigen Jahrhunderts theils vorherging, theils mit ihr zusammenfiel und sie noch überdauert, diese unblutige, aber nichts desto weniger tief einschneidende Revolution, in deren Erfolgen wir leben, deren Errungenschaften sich täglich mehren, besteht in der freien Benutzung der Erfindungen, in der ungehinderten Anwendung der Resultate der Wissenschaften zu Zwecken des Erwerblebens.“

Als Schriftsteller und Dichter hat Schirges keinen über sein Lebensende hinaus wirkenden Erfolg gehabt. Ein Biograf stufte seine niedersächsische Dorfgeschichte Der Bälgentreter von Eilersrode als sein bestes Werk ein, in dem er „das Leben und Treiben einer kleinen Gemeinde mit Wahrheit und poetischem Sinn schilderte“. Das Buch soll auch ins Holländische übersetzt worden sein.
Sein Bruder Heinrich (Henry) war auch als Schriftsteller und Journalist bekannt. Seine Schwester Ernestine Julie Sophie war mit der Schriftstellerin Ludmilla Assing befreundet. Sie heiratete im Juli 1851 Georg Eduard Oskar Siemens, Obergeometer des Königreichs Hannover.

## Werke
- Balladen. In Neuer Göttinger Musenalmanach. Hrsg. von einem zweiten Vereine. Rudolph Deuerlich, Göttingen 1832, S. 246–247 books.google.de
- Blätter eines Humoristen. Rätzer, Bern 1838
- Wellenschläge. Eine Sammlung vermischter Gedichte. Genf 1840
- Karl. Hoffmann und Campe, Hamburg 1841 books.google.de Gedruckte Widmung: „Seinem Freunde August Becker in der Schweiz“
- Der Aussätzige von Aosta. Nach dem Französischen des Grafen Xavier de Maistre. Neu übersetzt und gedruckt zu Gunsten eines Kranken. Drucker: Heinrich Gottfried Voigt, Hamburg 1841
- Brief aus Hamburg. In: Die Grenzboten. Eine Deutsche Revue. Redigirt von I.Kuranda. Zweiter Jahrgang. Erstes Semester, Leipzig 1842, S. 525 ff.
- Hamburg nach dem Brande. Versteute Skizzen. In: Die Grenzboten. Eine Deutsche Revue. Redigirt von I. Kuranda. Zweiter Jahrgang. Erstes Semester, Leipzig 1842, S. 575 ff. und 608 ff.
- Zwei Gräber. F. A. Brockhaus, Leipzig 1843 enthält: Tageblätter eines unglücklichen Apothekers und Aus den Briefen zweier Liebenden. Digitalisat
- Dreierlei. In: Karl Gödeke: Novellen-Almanach für das Jahr 1843. Hahn’schen Hofbuchhandlung, Hannover 1842
- Friedrich Hebbel. In: Telegraph für Deutschland. Hamburg, Nr. 154, September 1843, S. 613–614
- Die Werkstatt. Eine Monatsschrift für Handwerker. Redacteur: Georg Schirges. Verlags-Comptoir, Hamburg 1845–1847
- Die deutschen Arbeiter in London sammeln für die schlesischen Weber. [Ein Brief an Schirges.] In: Telegraph für Deutschland. Hamburg, Nr. 165, Oktober 1844, S. 659–660.[26]
- Der Bälgentreter von Eilersrode. Niedersächsische Dorf-Geschichte. Hoffmann und Campe, Hamburg 1845 books.google.de Gedruckte Widmung: „Seinem Vater dem Obergerichts-Procurator Dr. jur. Schirges in Lüneberg. In Liebe und Dankbarkeit gewidmet“ (online – Internet Archive)
- Die Kommunisten über das Unglück der Reichen. In: Die Werkstatt. Hamburg 1846, Band 2, Heft 4[27]
- Der Berliner Volks-Aufstand. Hoffmann und Campe, Hamburg 1848. Digitalisat
- Egeria. Taschenbuch für Bilder aus dem Volksleben. Mit Beiträgen von J. Lasker, A. M. Neidhardt, D. Ruppius, G. Schirges und H. Walden. Trewendt, Breslau 1848
- Verhandlungen des ersten deutschen Handwerker- und Gewerbe-Congresses gehalten zu Frankfurt a.M. vom 14. Juli - 18. August 1848. Hrsg. im Auftrag des Congresses von G. Schirges. Pabst, Darmstadt 1848
- Allgemeines deutsches Gewerbeblatt. Gegründet und redigirt im Auftrage des ersten Deutschen Handwerker- und Gewerbe-Congresses zu Frankfurt a. M von G. Schirges. Pabst, Darmstadt 1848
- Geschichte des französischen Theaters während der ersten Revolution. Nach dem Französischen des Toubin u. a. Hamburg 1848 Digitalisat (2. Auflage. Meißner & Schirges, Hamburg 1853)
- Karl Georg Winkelblech, Georg Gottlieb Schirges: Programm der Föderalisten mit einem Vorwort von Georg Schirges. Pabst, Darmstadt 1849
- Vereinsblatt für deutsche Arbeit. Organ des Allgemeinen Deutschen Vereins zum Schutze der Vaterländischen Arbeit. Redigiert von Theodor Toegel und Georg Schirges. Frankfurt am Main am 9. Juni 1849 bis Nr. 29, 1852
- Vater und Sohn oder eine Busse. Drama in 3 Akten, nach dem Roman die „beiden Warrick“ von R. Spring. Berlin [circa 1850][28]
- Jahresbericht des Allgemeinen deutschen Vereins zum Schutze der vaterländischen Arbeit. Frankfurt am Main 1850
- Volkswirthschaftliche Studien. Auffarth, Frankfurt am Main 1852
- Aus vergangener Zeit. In: Frankfurter Musen-Almanach. Erster Jahrgang. Hrsg. von J. Bachmann-Korbett, H. Kothe und G. Mäurer. Lizius, Frankfurt am Main 1852, S. 203–204 books.google.de
- Die zweite Welt-Ausstellung, mit besonderer Berücksichtigung der Deutschen Industrie. Briefe aus Paris. Heinrich Keller, Frankfurt a. M. 1855 Gedruckte Widmung: „Herrn J. Dumas Membre le l’institute de France in Paris in Hochachtung und Ergebenheit der Verfasser“ (Textarchiv – Internet Archive) MDZ
- Der Rheinstrom. Ein Beitrag zur Kenntniss der Geschichte, Handelstatistik und Gesetzgebung des Rheins nebst der Rheinschifffahrts-Acte vom 31. März 1831. Sammt allen ihren Supplementar-Artikeln, Abänderungen, ihren wichtigsten Regulativen und Instructionen. Victor von Zabern, Mainz 1857 books.google.de
- Entwickelung des Handels und der Schifffahrt auf dem Rhein. In: Westermann’s Illustrirte Deutsche Monatshefte. Braunschweig 1857, S. 225–230 und 346–353; books.google.de
- Briefe über die Industrie. In: Westermann’s Illustrirte Deutsche Monatshefte. Braunschweig 1857, S. 464–468, 583–587, 700–703
- Rhenus. Jahrbuch für Handel, Schifffahrt und Industrie der Rheinländer. Hrsg. von Georg Schirges. F. Kupferberg, Mainz 1858–1859. Dritter Jahrgang, 1862, archive.org. Vierter Jahrgang, 186, J. Schneider, Mannheim books.google.de
- Der Flößer. Eine Rheinische Novelle. F. Kupferberg, Mainz 1858 (Aus: Rhenus)
- Gewerbliche Betriebsamkeit. In: Bavaria. Landes- und Volkskunde des Königreichs Bayern. Vierter Band. 2. Abtheilung. Literarisch-artischtische Anstalt der J. G. Cotta’schen Buchhandlung, München 1867, S. 463–494; Textarchiv – Internet Archive

## Archivalien und Briefe
- Staats- und Universitätsbibliothek Hamburg
- Jagiellonian Digital Library
- Institut für Stadtgeschichte, Frankfurt am Main Signatur: Bestandskürzel:S2:8.297
- Karl Grün an Georg Schirges 29. April 1846 books.google.de